# Valentin Konstantinovich Ivanov
Valentin Konstantinovich Ivanov (em russo:  Валентин Константинович Иванов; São Petersburgo, 1 de outubro de 1908 — Ecaterimburgo, 30 de outubro de 1992) foi um matemático soviético.
Valentin Ivanov estudou e lecionou na antiga Sverdlovsk, atual Ecaterimburgo, onde foi professor na Universidade Estatal dos Urais. Obteve o doutorado orientado por Sergei Sobolev. Em 1966 recebeu juntamente com Andrey Tychonoff o Prêmio Lenin, em 1970 tornou-se membro correspondente da Academia de Ciências da União Soviética.

## Obras
- com V. P. Tanana Theory of linear ill-posed problems and its applications, Brill Academic Pub., 2002